# Ameridion moctezuma
Ameridion moctezuma là một loài nhện trong họ Theridiidae.
Loài này thuộc chi Ameridion. Ameridion moctezuma được Herbert Walter Levi miêu tả năm 1959.